# Judas José Romo y Gamboa
Judas José Romo y Gamboa (né le 7 janvier 1779 à Canizar en Castille, et mort le 11 janvier 1855 à Umbrete) est un cardinal espagnol du XIXe siècle.

## Biographie
Judas José Romo y Gamboa est élu évêque des Îles Canaries en 1834 et promu à l'archiodiocèse de Séville en 1847. Le pape Pie IX le crée cardinal lors du consistoire du 30 septembre 1850. 

## Sources
- Fiche sur le site fiu.edu